# Paweł Pośpiech
Paweł Pośpiech (ur. 22 stycznia 1878 w Kokoszycach, zm. 26 marca 1922 w Pszczynie) – ksiądz, poseł do Reichstagu i Sejmu, członek Naczelnej Rady Ludowej w 1918 roku, polski działacz narodowy, redaktor i wydawca „Gazety Ludowej”.
Ksiądz Paweł Pośpiech urodził się w 1878 roku w Kokoszycach (obecnie dzielnica Wodzisławia Śląskiego). Po ukończeniu gimnazjum w Raciborzu podjął studia teologiczne we Wrocławiu. W 1903 roku przyjął święcenia kapłańskie. Obok pracy duszpasterskiej prowadził działalność polityczną. Od 1906 roku był członkiem Ligi Narodowej, a później był czołowym działaczem Narodowej Demokracji na Górnym Śląsku. Z jej listy został wybrany 3 lutego 1912 roku na posła z okręgu pszczyńsko-rybnickiego. W Reichstagu był członkiem Koła Polskiego i ostro protestował przeciwko polityce germanizacji. Poza działalnością polityczną działał w Związku Towarzystw Górnośląskiej Młodzieży Ludowej, był wiceprezesem Związku Śląskich Kół Śpiewaczych, współtworzył Towarzystwo Polskie Ognisko w Wodzisławiu. W latach 1913–1920 był właścicielem i głównym redaktorem wychodzącej w Katowicach „Gazety Ludowej”. Po wybuchu I wojny światowej aresztowany, ale szybko zwolniony. Był członkiem Naczelnej Rady Ludowej. W dniu 10 listopada 1918 r. reprezentując Narodową Demokrację, po raz pierwszy od wybuchu I wojny światowej zorganizował na Zadolu, w obecnej dzielnicy Katowic, polską legalną manifestację. Po odzyskaniu niepodległości był posłem śląskim w Sejmie. W 1920 roku ciężko zachorował i wycofał się z życia publicznego. Sprzedał „Gazetę Ludową” Adamowi Napieralskiemu, a następnie osiadł w klasztorze Sióstr Miłosierdzia w Pszczynie. Zmarł w nim w 1922 roku.
Jego imieniem zostało nazwane kilka śląskich ulic, m.in. w Imielinie, Katowicach (dzielnica Załęże – ul. P. Pośpiecha), Wodzisławiu Śląskim i Zabrzu.